# 青秀区
青秀区是中国广西壮族自治区南宁市所辖的一个市辖区，得名于辖区内，也是南宁目前唯一的5A级景区青秀山。青秀区是南宁市的核心城区，也是南宁市人民政府驻地，邕江穿城区而过。區人民政府駐仙葫大道東1號。

## 历史
现青秀区辖区的市区部分1953年3月为南宁市二区。1955年12月，南宁市撤消区建制，1958年7月恢复区建制，成立江宁区。1979年3月改为新城区。
2005年3月，南宁市调整部分行政区划，新城区更名为青秀区。

## 地理环境

### 地理地貌
青秀区地处北回归线以南，位于南宁市东南部，介于东经108°18′45″—108°50′29″，北纬22°39′41″—23°00′03″，东邻横州市、宾阳县，南邻邕宁区，西接西乡塘区，与江南区、良庆区隔江相望，北接兴宁区。东部地貌为低山丘陵，西部为市区盆地平原。

### 气候
青秀区地处北回归线以南，受海洋气候调节，属亚热带季风区，阳光充足，雨量充沛，少霜无雪，年平均气温21.7℃，年平均降雨量1300毫米，降雨量一般集中于4-9月，约占全年降雨量的80%。年平均日照1827小时。

## 自然资源

### 资源物产
青秀区土地面积837.28平方千米，境内雨量充沛，支流众多，水之源较丰富，邕江江域18.61平方千米，境内邕江河道及其支流长约40千米，河道湖泊水库面积912公顷，其中池塘面积282公顷、水库面积527公顷、河沟面积69公顷、其他面积34公顷；耕地面积2.0384万公顷，二轮延包耕地面积1.19万公顷，家庭承包耕地土地确权面积面积1.57万公顷；林面积4.36万公顷，森林覆盖率49.28%，活立木蓄积量为301.3001万立方米，其中乔木林蓄积296.887万立方米，农地乔木林蓄积3.7827万立方米，疏林蓄积0.1817万立方米，散生、四旁树蓄积0.4487万立方米，国家公益林0.248万公顷，主要以马尾松、杉木乔木为主，芒果、木菠萝、荔枝等为辅；坡地阴生蕨类、禾本科、莎草科等草本植物资源较为丰富，有凤尾蕨、竹子、香附子等；主要矿产资源有页岩、重晶石、石英砂、灰岩、砖瓦用粘土，主要地方特产有富硒米、花生、甘蔗、竹笋、火龙果、香芋、甜瓜、龙眼等。

### 旅游资源
青秀区是中国—东盟博览会永久会址—南宁国际会展中心所在地。
旅游景区(点)有国家AAAAA级景区青秀山风景区，国家AAAA级景区广西民族博物馆、广西科技馆、凤岭儿童公园、民歌湖风景区，国家AAA级景区金花茶公园、南宁金湖地王·云顶观光旅游景区、花雨湖生态休闲旅游区。

## 人口
2018年，青秀区年末常住人口80.80万人，户籍人口76.69万人，其中流动人口22.12万人，城镇人口74.66万人，人口自然增长率9.01‰。
根據第七次人口普查數據，截至2020年11月1日零時，青秀區常住人口為1124334人。

### 华侨
青秀区是南宁市的侨乡之一，华侨、华人主要分布在马来西亚、新加坡、越南、泰国等20多个国家。2018年，青秀区辖区范围内归侨侨眷9000余人，本地及华侨港澳同胞、外籍华人、海外留学人员总量约1200余人。

### 民族宗教
青秀区是汉族、壮族聚居地区。辖区内的宗教有佛教（汉传）、基督教、天主教、伊斯兰教4种教派；有青秀山观音禅寺、水月庵、康乐路天主教堂，中山路基督教堂4处宗教活动场所；有教职人员58人，信教群众约2.3万人。2018年，辖区内民间信仰场所共334个，其中，10平方米以下场所301个，10平米至50平方米场所25个，50平方米至200平方米场所3个，200平方米至500平米场所2个，500平方米以上场所3个。

## 民俗文化和风土人情
居住在青秀区的少数民族有其独具特色的民俗节庆，同时将自身民族元素融入中国传统节日，相沿积久形成特有的民族风俗、节日风俗。风俗节庆有：春节、元宵节、土地诞、清明节、三月初三、四月八、五月初五、六月六、七月七、七月十四、八月十五、九月初九、十月斋庙、冬至节、送灶节、年三十晚等。
其中的壮族“三月三”既是壮族传统歌节，也是壮族祭祖扫墓节，每年农历三月初三前后，各地举办山歌会、山歌擂台赛、千人竹竿舞、抛绣球、抢糍粑、龙狮表演、民族服饰展、壮家美食展、土特产商品交易会等活动
主要民间民俗活动有：芭蕉香火龙、壮族斗竹马、斗春牛、斑山庙会、军山庙会、南阳大鼓、麒麟舞、八仙过海等。
南宁市青秀区长塘镇军山庙会是当地壮家老百姓的地方性节日，已有300多年的历史，被列为广西壮族自治区非物质文化遗产名录。

## 经济
2018年，青秀区地区生产总值完成986.74亿元，同比增长3.9%；财政收入首次突破200亿元大关，达200.1亿元，同比增长8.67%；规模以上工业总产值完成27.76亿元，同比增长17.39%；规模以上工业增加值完成7.84亿元，同比增长13.2%，近五年来首次实现两位数增长；社会消费品零售总额完成436.96亿元，同比增长10.6%；固定资产投资完成338.59亿元，同比增长11.01%；居民人均可支配收入达42863元，同比增长8.2%。

## 行政区划
青秀区辖5个街道，4个镇：
新竹街道、中山街道、建政街道、南湖街道、津头街道、刘圩镇、南阳镇、伶俐镇、长塘镇、仙葫经济开发区管理委员会和青秀山管理委员会。

## 交通

### 公路
- 泉南高速、 南宁绕城高速、 兰海高速、 242国道、 324国道

### 铁路
- 南广高铁：南宁东站
- 南钦高铁：南宁东站
- 柳南客运专线：南宁东站
- 贵南客运专线：南宁东站
- 邕南线：邕宁站（货运），长塘站（货运）
- 湘桂线：南宁东站，邕宁站（货运），长塘站（货运）

### 地鐵
- █ 1号线的车站有火車東站、佛子嶺站、百花嶺站、埌東客運站、鳳嶺站、東盟商務區站、萬象城站、會展中心站、金湖廣場站、南湖站、麻村站、民族廣場站、新民路站。
- █ 3号线的车站有青秀山站、青竹立交站、埌西站、金湖廣場站、濱湖路站、東葛路站。

航线方面：青秀区距离南宁吴圩国际机场仅30公里，全程快速30分钟即可通达。
航运方面：位于仙葫牛湾半岛对面的南宁港是南宁市最大的航运码头，货运可以直接通达粤港澳地区。

## 学校列表
- 广西医科大学
- 南宁师范大学长岗岭校区（原南宁民族师范学校）
- 广西艺术学院
- 广西外国语学院